# Marduk-zakir-šumi II.
Marduk-zakir-šumi II. (auch Bel-pichati) regierte im Jahr 703 v. Chr. einen Monat als babylonischer König. Marduk-apla-iddina II. revoltierte gegen ihn, nachdem Marduk-zakir-šumi II. selbst als Usurpator auf den Thron gelangte. Marduk-zakir-šumi II. entstammte einer Machteinfluss besitzenden Familie. So ist sein Name bereits auf einem zwölf Jahre älteren Kudurru belegt, in welchem der gleichnamige Provinzfürst Bel-pichati genannt ist, der von Marduk-apla-iddina I. Land erworben hatte.